# Horst Kramp
Horst Kramp (* 15. April 1931 in Hamburg; † 13. August 2010 in Berlin) war ein deutscher Manager, Vorstand der Schering AG und Präsident der IHK Berlin.

## Leben, Leistungen und Werk
Nach einer Lehre zum Industriekaufmann bei der Norddeutschen Affinerie in Hamburg stieg er in dem Unternehmen bis zum Prokuristen auf. 1958 übernahm er die Verkaufsleitung für das Inlandsgeschäft einer Tochterfirma der Norddeutschen Affinerie. 1964 wechselte Horst Kramp als Leiter der Verkaufsabteilung Pflanzenschutz Inland zu Schering. 1977 wurde er Vorstandsmitglied dieses Unternehmens. Im Vorstand war er für die Sparte Galvanotechnik, diverse Regionen und die zentralen Vertriebsfunktionen zuständig. 1994 schied er aus dem Vorstand aus und wechselte in den Aufsichtsrat.
1984 bis 1997 war er Präsident der IHK Berlin. Daneben war er Vorsitzender des Handelspolitischen Ausschusses des Verbands der Chemischen Industrie, Mitglied des Vorstandes der Deutschen Weltwirtschaftlichen Gesellschaft und Präsidiumsmitglied im Bundesverband der Deutschen Industrie.
Weiterhin war er langjähriges Aufsichtsratsmitglied der Bankgesellschaft Berlin und im Axel Springer Verlag.

## Ehrungen
1992 wurde er mit dem Bundesverdienstkreuz I. Klasse für sein Wirken auf dem Gebiet der internationalen Zusammenarbeit geehrt.